# جون إميت شيريدان
جون إميت شيريدان (بالإنجليزية: John Emmet Sheridan)‏ هو رسام أمريكي، ولد في 14 يونيو 1877 في توما في الولايات المتحدة، وتوفي في 3 يوليو 1948 في St. Luke's-Roosevelt Hospital Center ‏ في الولايات المتحدة.